# Gallirallus torquatus
Gallirallus torquatus é uma espécie de ave da família dos ralídeos, encontrada na Indonésia e nas Filipinias.